# 13. ceremonia wręczenia nagród Gildii Aktorów Ekranowych
13. ceremonia wręczenia nagród Gildii Aktorów Ekranowych za rok 2006, odbyła się 28 stycznia 2007 roku w Shrine Exposition Center w Los Angeles. Galę transmitowała stacja TNT. Nagrody przyznawane są za wybitne osiągnięcia w sztuce aktorskiej w minionym roku.
4 stycznia 2007 roku ogłoszono nominacje do nagród.
Najwięcej nagród filmowych otrzymał musical Dreamgirls − dwie z trzech nominacji. W kategoriach telewizyjnych triumfował serial Chirurdzy i miniserial Elżbieta I, które otrzymały dwie statuetki.

## Laureaci i nominowani
Laureaci nagród wyróżnieni są wytłuszczeniem

### Produkcje kinowe

#### Wybitny występ aktora w roli pierwszoplanowej
- Forest Whitaker − Ostatni król Szkocji
  - Leonardo DiCaprio − Krwawy diament
  - Ryan Gosling − Szkolny chwyt
  - Peter O’Toole − Venus
  - Will Smith − W pogoni za szczęściem

#### Wybitny występ aktorki w roli pierwszoplanowej
- Helen Mirren − Królowa
  - Penélope Cruz − Volver
  - Judi Dench − Notatki o skandalu
  - Meryl Streep − Diabeł ubiera się u Prady
  - Kate Winslet −  Małe dzieci

#### Wybitny występ aktora w roli drugoplanowej
- Eddie Murphy − Dreamgirls
  - Alan Arkin − Mała miss
  - Leonardo DiCaprio − Infiltracja
  - Jackie Earle Haley − Małe dzieci
  - Djimon Hounsou − Krwawy diament

#### Wybitny występ aktorki w roli drugoplanowej
- Jennifer Hudson − Dreamgirls
  - Adriana Barraza −  Babel
  - Cate Blanchett − Notatki o skandalu
  - Abigail Breslin − Mała miss
  - Rinko Kikuchi − Babel

#### Wybitny występ zespołu aktorskiego w filmie kinowym
- Mała miss
  - Babel
  - Bobby
  - Infiltracja
  - Dreamgirls

### Produkcje telewizyjne

#### Wybitny występ aktora w miniserialu lub filmie telewizyjnym
- Jeremy Irons − Elżbieta I
  - Thomas Haden Church − Przerwany szlak
  - Robert Duvall − Przerwany szlak
  - William H. Macy − Marzenia i koszmary
  - Matthew Perry − Młodzi gniewni. Historia Rona Clarka

#### Wybitny występ aktorki w miniserialu lub filmie telewizyjnym
- Helen Mirren − Elżbieta I
  - Annette Bening − Pani Harris
  - Shirley Jones − Skrywana przeszłość
  - Cloris Leachman − Pani Harris
  - Greta Scacchi − Przerwany szlak

#### Wybitny występ aktora w serialu dramatycznym
- Hugh Laurie − Dr House
  - James Gandolfini − Rodzina Soprano
  - Michael C. Hall − Dexter
  - James Spader − Orły z Bostonu
  - Kiefer Sutherland − 24 godziny

#### Wybitny występ aktorki w serialu dramatycznym
- Chandra Wilson − Chirurdzy
  - Patricia Arquette − Medium
  - Edie Falco − Rodzina Soprano
  - Mariska Hargitay − Prawo i bezprawie
  - Kyra Sedgwick − Podkomisarz Brenda Johnson

#### Wybitny występ aktora w serialu komediowym
- Alec Baldwin − Rockefeller Plaza 30
  - Steve Carell − Biuro
  - Jason Lee − Na imię mi Earl
  - Jeremy Piven − Ekipa
  - Tony Shalhoub − Detektyw Monk

#### Wybitny występ aktorki w serialu komediowym
- America Ferrera − Brzydula Betty
  - Felicity Huffman − Gotowe na wszystko
  - Julia Louis-Dreyfus − Nowe przygody starej Christine
  - Megan Mullally − Will & Grace
  - Mary-Louise Parker − Trawka
  - Jaime Pressly − Na imię mi Earl

#### Wybitny występ zespołu aktorskiego w serialu dramatycznym
- Chirurdzy
  - 24 godziny
  - Orły z Bostonu
  - Deadwood
  - Rodzina Soprano

#### Wybitny występ zespołu aktorskiego w serialu komediowym
- Biuro
  - Gotowe na wszystko
  - Ekipa
  - Brzydula Betty
  - Trawka

### Nagroda za osiągnięcia życia
- Julie Andrews